# 1260年
| 千纪： | 2千纪 |
| 世纪： | 12世纪 \| 13世纪 \| 14世纪                                                                                 |
| 年代： | 1230年代 \| 1240年代 \| 1250年代 \| 1260年代 \| 1270年代 \| 1280年代 \| 1290年代                           |
| 年份： | 1255年 \| 1256年 \| 1257年 \| 1258年 \| 1259年 \| 1260年 \| 1261年 \| 1262年 \| 1263年 \| 1264年 \| 1265年 |
| 纪年： | 庚申年（猴年）；南宋景定元年；蒙古中统元年；越南紹隆三年；日本正元二年，文應元年                           |

## 大事记
- 亚洲
  - 1月4日——忽必烈率軍抵達燕京，解散了阿里不哥派往燕京的心腹脫里赤徵集的民兵，率軍在燕京近郊駐紮。
  - 宋理宗改年號景定。
  - 忽必烈派兵護送高麗世子安慶公回國即位，即後來的高麗元宗。
  - 忽必烈封薩迦班智達的侄子及繼承者八思巴為國師。
  - 1月中旬，金帳汗國全面入侵波蘭王國，更一度攻占波蘭首都克拉科夫，並於桑多梅日屠殺48名道明会成員，蒙古人大獲全胜。
  - 3月，旭烈兀的軍隊攻占敘利亞阿尤布王朝的首都大馬士革，阿尤布王朝僅統治著哈馬一隅，至此名存實亡。
  - 5月5日（農曆三月二十四日）——忽必烈在開平（後稱上都，今內蒙古多倫縣北石別蘇木）自立为第五任大蒙古国皇帝（蒙古帝国大汗），建年號中统，惟實際上只控制漠南及中原地區。
  - 農曆四月，阿里不哥在哈拉和林被蒙古本土的貴族庫力台大會推舉為蒙古帝国大汗，與忽必烈爆發拖雷家族內戰。
  - 9月3日——埃及马木留克王朝蘇丹忽禿思與拜巴爾一世率軍在大馬士革南方阿音劄魯特戰役大敗蒙古軍，怯的不花陣亡，旭烈兀西征告終。
  - 10月24日——埃及馬木留克王朝第三任蘇丹忽禿思在阿音札魯特戰役擊退蒙古和佔領敘利亞，返回埃及的途中被拜巴爾一世刺殺，自立為第四任蘇丹。

- 歐洲
  - 7月13日——立陶宛大公國和薩莫吉希亞軍在杜爾貝戰役戰勝利沃尼亞騎士團和條頓騎士團聯軍，這場戰役引發後來的普魯士起義。
  - 9月20日——古普魯士人反抗條頓騎士團的第二次普魯士起義爆發。

- 非洲
  - 卡斯蒂利亞國王阿方索十世跨越直布羅陀海峽,大舉入侵摩洛哥。

## 出生
- 安德洛尼卡二世（1260年－1332年，72岁），拜占庭帝國皇帝。

## 逝世
- 9月3日——怯的不花，蒙古帝国那颜，旭烈兀麾下大将。
- 朱潛
  -     - 10月24日——忽禿思，埃及馬木留克王朝第三任蘇丹。